# Cañaveral, Campeche
Cañaveral är en ort i Mexiko.   Den ligger i kommunen Champotón och delstaten Campeche, i den östra delen av landet, 900 km öster om huvudstaden Mexico City. Cañaveral ligger 39 meter över havet och antalet invånare är 303.
Terrängen runt Cañaveral är platt, och sluttar norrut. Runt Cañaveral är det glesbefolkat, med 11 invånare per kvadratkilometer. Närmaste större samhälle är Maya Tecún I, 8,0 km sydväst om Cañaveral. I omgivningarna runt Cañaveral växer i huvudsak städsegrön lövskog.